# Liste des maîtres de Prusse
Cet article est une liste des maîtres de Prusse de l'ordre teutonique.

## Liste des maîtres de Prusse
| Portrait | Nom                              | Début        | Fin  | Vice-maîtres |
| -------- | -------------------------------- | ------------ | ---- | --- |
|          | Hermann Balk                     | 1229 ou 1230 | 1239 | Hermann von Altenbourg (1237-1238) Friedrich von Fuchsberg (1238-1239) Berlewin von Freiberg (1239)                        |
|          | Heinrich von Wida                | 1239         | 1244 | |
|          | Poppo von Osterna                | 1244         | 1246 | |
|          | Dietrich von Grüningen (de)      | 1246         | 1257 | Heinrich von Wida (1247-1250) Ludwig von Queden (1250-1252) Heinrich Botel (1252-1253) Burchard von Hornhausen (1255-1257) |
|          | Burchard von Hornhausen          | 1257         | 1259 | Gerhard von Hirschberg (1257-1259)                                                                                         |
|          | Hartmund von Grumbach            | 1259         | 1261 | Dietrich/Theoderich (1261)                                                                                                 |
|          | Helmerich von Rechenberg         | 1262         | 1263 | Johann von Wegeleben (1263)                                                                                                |
|          | Ludwig von Baldersheim           | 1263         | 1269 | Konrad von Thierberg l'Ancien (1270)                                                                                       |
|          | Dietrich von Gattersleben        | 1271         | 1273 | |
|          | Konrad von Thierberg l'Ancien    | 1273         | 1279 | Konrad von Thierberg le Jeune (1274-1275)                                                                                  |
|          | Konrad von Feuchtwangen          | 1279         | 1280 | |
|          | Mangold von Sternberg (it)       | 1280         | 1283 | |
|          | Konrad von Thierberg der Jüngere | 1284         | 1288 | Meinhard von Querfurt (1284)                                                                                               |
|          | Meinhard von Querfurt            | 1288         | 1299 | |
|          | Konrad von Babenberg             | 1299         | 1299 | |
|          | Ludwig von Schippen              | 1299         | 1300 | Berthold Brühaven (1300)                                                                                                   |
|          | Helwig von Goldbach              | 1300         | 1302 | |
|          | Konrad Sack                      | 1302         | 1306 | |
|          | Siegfried von Schwarzbourg       | 1306         | 1306 | |
|          | Heinrich von Plötzke             | 1307         | 1309 | |
|          | Friedrich von Wildenberg         | 1317         | 1324 | |

Après la mort de Heinrich von Plötzke, le charge de maître de Prusse est combinée à celle de Grand maître de l'ordre.